# Cereopsius alboguttatus
Cereopsius alboguttatus là một loài bọ cánh cứng trong họ Cerambycidae.